# Aliança das Tribos Iemenitas
A Aliança das Tribos Iemenitas, por vezes referida como a Aliança das Tribos do Iêmen, é uma aliança das tribos do Iêmen responsáveis pela oposição ao governo do presidente Ali Abdullah Saleh. Foi formada em 30 de julho de 2011 em meio à revolta civil no país para defender os manifestantes anti-governo. Seu líder, o xeque Sadiq al-Ahmar da federação tribal Hashid, também declarou sua intenção de remover Saleh e seus filhos do poder na sua qualidade de chefe da Aliança.
A Aliança é liderada por 116 membros de um "conselho consultivo".